# Olešná (district de Čadca)
Pour les articles homonymes, voir Olešná.
Olešná est un village du district de Čadca, dans la région de Žilina, en Slovaquie.

## Histoire
La première mention écrite du village date de 1619.

## Démographie

### Évolution de la population
| Année:               | 1994. | 2004.   | 2014.   | 2024.   |
| -------------------- | ----- | ------- | ------- | ------- |
| Nombre de personnes: | 2184  | 2047    | 1949    | 1890    |
| Différence:          |       | -6,27 % | -4,78 % | -3,02 % |

| Année:               | 2023. | 2024.   |
| -------------------- | ----- | ------- |
| Nombre de personnes: | 1900  | 1890    |
| Différence:          |       | -0,52 % |